# Vol d'armes de la société Rodda
Le vol d'armes de la société Rodda est survenu le 26 août 1914 à Calcutta, en Inde britannique. Des membres de la faction Jugantar de l'organisation révolutionnaire bengali Anushilan Samiti (en) interceptent une cargaison de pistolets Mauser et de munitions appartenant à MM. Rodda & co., un marchand d'armes à feu de Calcutta, alors qu'ils sont en route de la douane vers le site de l'entreprise, et disparaissent avec une partie des armes
,. Le hold-up est un incident sensationnel, décrit par The Statesman comme le « plus grand vol à la lumière du jour ». Au cours des années suivantes, les pistolets et les munitions sont liés à presque tous les incidents de luttes nationalistes au Bengale. En 1922, la police avait récupéré la plupart des armes volées.

## Contexte
L'Anushilan Samiti occidental à la suite de la conspiration de Manicktala (en) a trouvé un leader plus important en Jatindra Nath Mukherjee qui a émergé distinctement comme le groupe Jugantar. Pendant ce temps, Rash Behari Bose, décrit plus tard comme «le révolutionnaire le plus dangereux de l'Inde», a étendu la portée des groupes dans le nord de l'Inde, où il a trouvé du travail à l'Indian Forest Institute à Dehradun. Mukherjee a pris la direction de la société secrète connue sous le nom de Jugantar Party (en). Il a revitalisé les liens entre l'organisation centrale de Calcutta et ses différentes branches réparties dans tout le Bengale, le Bihar, l'Orissa et plusieurs endroits en Uttar Pradesh, et a ouvert des cachettes dans les Sundarbans pour les membres qui étaient passés à la clandestinité. Le groupe s'est lentement réorganisé guidé par les efforts de Mukherjee, aidé par un leadership émergent qui comprenait Amarendra Chatterjee (en), Manabendra Nath Roy et d'autres jeunes leaders. À la suite de l'affaire du complot Howrah-Sibpur (en), Jatin et les dirigeants de Jugantar ont formulé leur plan d'action pour déstabiliser le Raj. Au cours des deux années suivantes, l'organisation a opéré sous les couvertures de deux organisations apparemment détachées, Sramajeebi Samabaya (la coopérative des ouvriers) et Harry & Sons. À peu près à cette époque, Jatin a commencé à tenter d'établir des contacts avec le 10th Jat Regiment (en) alors en garnison à Fort William à Calcutta. Narendra Nath a effectué à travers ce temps un certain nombre de vols pour obtenir des fonds. En 1912, Jatin a rencontré en compagnie de Manabendra Nath Roy le prince héritier d'Allemagne lors de la visite de ce dernier à Calcutta et a obtenu l'assurance que des armes et des munitions leur seraient fournies. Avec les nuages de la guerre qui se rassemblaient en Europe, des plans se dessinaient d'une révolution pan-indienne avec l'aide allemande. Rash Behari a tenté de se coordonner avec des groupes indiens expatriés des États-Unis et du Canada, planifiant un soulèvement coordonné en février 1915 (en). Jatin a été informé du travail de Rash Behari par l'intermédiaire de Niralamba Swami (en) lors d'un pèlerinage dans la ville sainte hindoue de Brindavan. De retour au Bengale, Jatin a commencé à réorganiser son groupe. Rash Behari s'était caché à Bénarès après la tentative de 1912 sur Hardinge, mais il a rencontré Jatin vers la fin de l'année 1913, exposant les perspectives d'une révolution pan-indienne. Jugantar a levé ses finances par des vols, effectuant un certain nombre de raids sensationnels contre de riches familles bengalies. Maintenant, plus désespérément que jamais, Jugantar a besoin d'armes.

## Vol
Rodda & Co. était un important magasin d'armes à feu appartenant à des Britanniques situé à l'époque à Vansittart Row à Calcutta. Parmi ses employés figurait Shrish Chandra Mitra (en) alias Habu, un membre actif d'Anushilan. Mitra était au courant d'une importante cargaison d'armes et de munitions expédiées à l'entreprise en août 1914. Informé de l'arrivée imminente, un groupe de membres de Jugantar dirigé par Anukul Mukherjee s'est réuni le 24 août 1914 à Bowbazar (en), dans la banlieue de Calcutta. Parmi les personnes présentes à la réunion se trouvait Manabendra Nath Roy, qui s'est opposé au plan et est parti. Le 26 août a été fixé comme date du casse.
Le jour du 26, Mitra se rend au bureau des douanes de Calcutta pour recevoir la cargaison au nom de Rodda & Co. Avec lui se trouvaient sept charrettes à bœufs. Haridas Dutta, un autre membre d'une branche de Jugantar appelée Mukti Sangha, était habillé en conducteur de charrette pour l'une des charrettes que Mitra avait emmenées avec lui. Sur le total de 202 cartons reçus par Mitra, 192 ont été chargés entre les six premiers chariots, tandis que les 10 cartons restants ont été acheminés vers le chariot Dutta. Deux autres révolutionnaires, Srishh Pal (en) et Khagendra Nath Das, marchaient avec le chariot de Dutta. En sortant de la douane avec sa cargaison, Mitra a mené son convoi alors que la charrette de Dutta était la dernière. Alors que le reste du train se dirigeait vers la descente de l'entreprise, le trio de Dutta, Pal et Das s'est détaché et s'est dirigé vers la banlieue de Mononga Lane de Calcutta via Mission Row. Le casse réussi a remis à Jugantar 50 pistolets Mauser et 46 000 cartouches.

## Conséquences
La nouvelle du vol d'armes est devenue sensationnelle. The Statesman, dans son édition du 30 août 1914, a qualifié le casse de « plus grand vol à la lumière du jour ». Haridas Dutta a été arrêté en septembre 1914 et a purgé des peines de prison pour son rôle dans le casse, avec Kalidas Basu, Bhujanga Dhar et Girindranath Banerjee. Dans les années suivantes, ces armes étaient liées à la majorité des crimes révolutionnaires à Calcutta et au Bengale jusqu'en 1917, y compris Bagha Jatin lors de son dernier combat sur les rives de la rivière Budhabalanga (en). En 1922, la police avait récupéré la plupart des armes volées.

## Commémoration
Mukherjee, le planificateur du casse, ainsi que Bannerjee, Dutta et Bipin Bihary Ganguly sont aujourd'hui commémorés à Calcutta, avec leurs statues de leurs bustes érigées à Mononga Lane.